# 개혁교회 종교개혁500주년기념대회

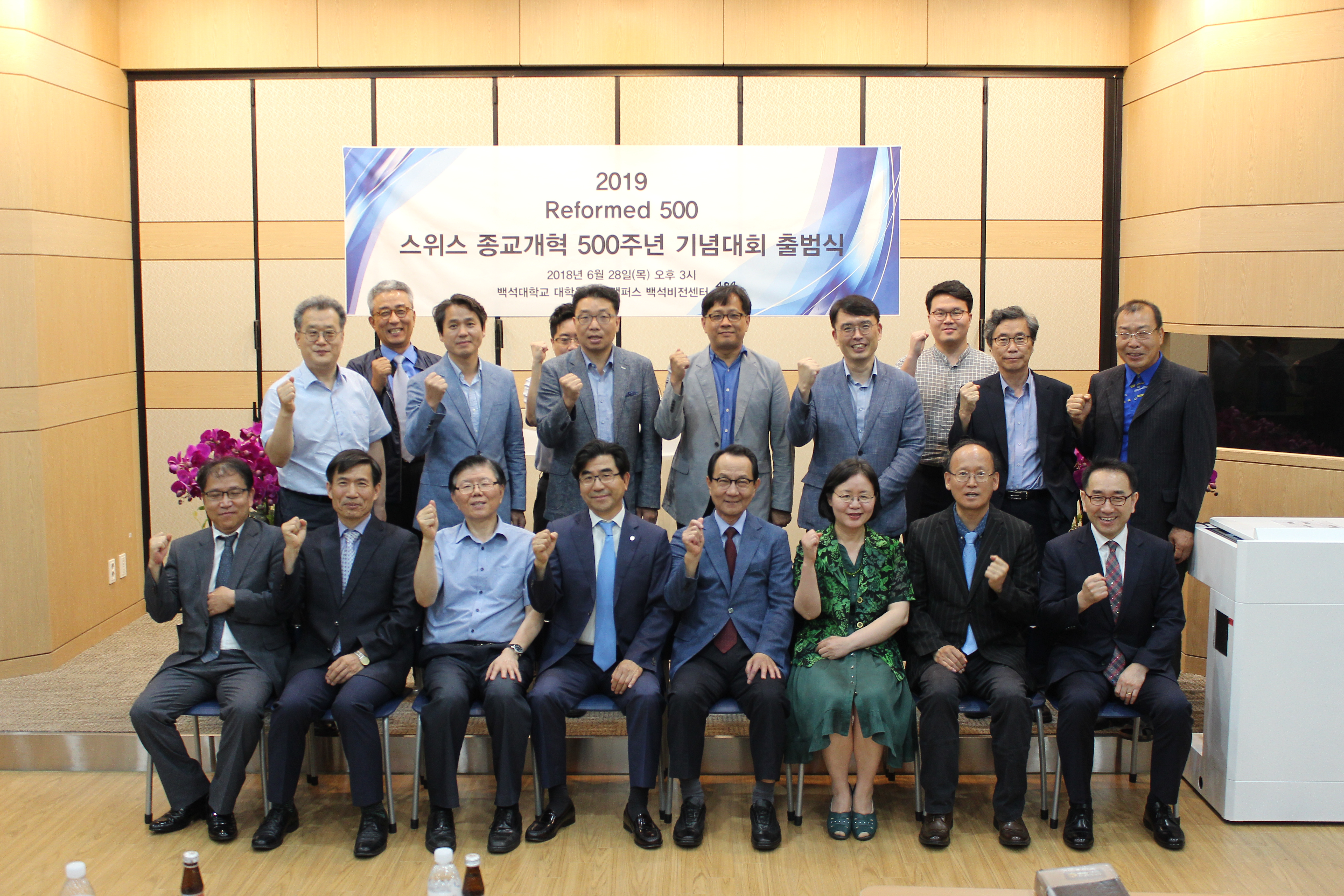
개혁교회 종교개혁500주년기념대회 출범식 2018년 6월 28일 백석대학교

개혁교회 종교개혁500주년기념대회(Verein 500 Jahre Zürcher Reformation, 改革敎會 宗敎改革500周年記念大會)는 스위스의 개혁신학자 울리히 츠빙글리가 1519년 1월 1일 취리히 그로스뮌스터 교회에서 행한 마태복음 강해 설교를 시작된 것을 기점으로 스위스 개혁교회는 2019년 1월 1일을 개혁교회 종교개혁500으로 주장한다.
스위스의 종교개혁가 츠빙글리의 종교 개혁 500주년을 맞는 2019년을 한 해 앞두고, 주도홍 박사의 제안으로 강경림, 김재성, 안명준, 이은선, 조용석, 그리고 이현승을 중심으로 모임을 형성하고 공식적으로 개혁교회 종교개혁 500주년 기념대회 출범식이 2018년 6월 28일 열렸다.
기념 예배와 학술 대회로 구성된 기념대회는 전국 주요 도시 교회와 신학교에서 20여 차례 개최된다. 기념예배는 개혁신학 예전을 구현한 예배로 꾸려진다. 학술대회는 신학자가 내용을 발표하되 성도 누구나 토론에 참여할 수 있는 ‘열린 포럼’ 형식으로 진행된다. 츠빙글리의 저작을 토대로 한 스위스 종교개혁 500주년 기념도서도 발행한다.

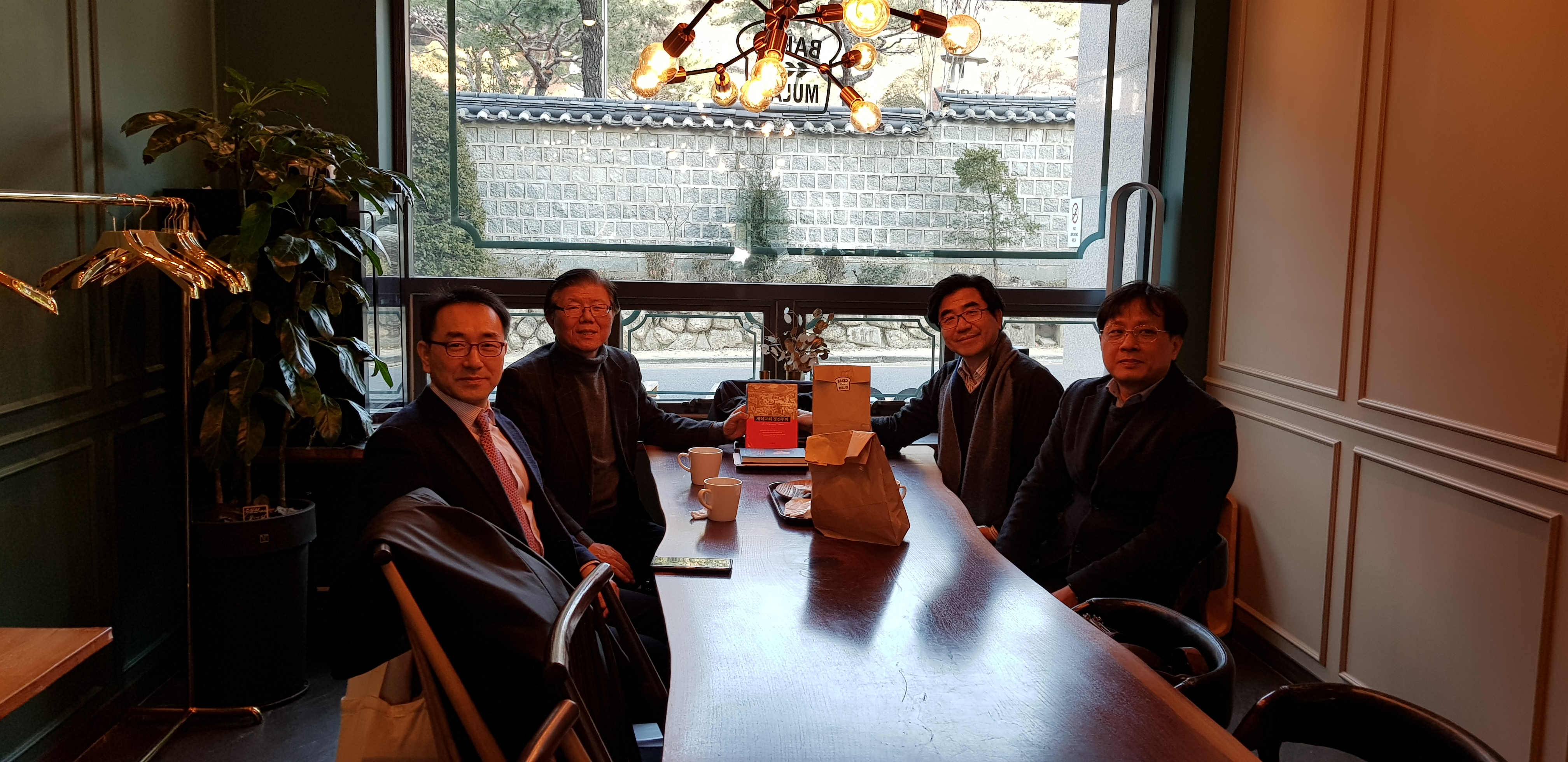
개혁교회 종교개혁500주년대회 임원모임, 서울 방배동

## 개혁교회 종교개혁500주년기념대회 임원
- 대회장: 주도홍
- 공동대회장: 강경림, 김재성, 안명준, 소기천, 최윤배, 유해무, 이승구, 박정식, 변종길, 안인섭, 정미현
- 집행위원장: 이은선
- 집행위원: 이신열, 유창형, 조용석, 양신혜, 김지훈, 이경직
- 사무총장: 조용석
- 협동총무: 김요섭, 배정훈, 이승진, 김상구
- 간사: 이현승

## 제1차 츠빙글리  기념대회
- 대회장: 주도홍 박사
- 준비위원장 : 이은선 박사
- 편집위원장 : 안인섭 박사
- 사무총장 : 조용석 박사
- 장소: 남서울교회
- 개회예배 설교 : 화종부 목사
- 일자: 2022년 1월 6일 10시

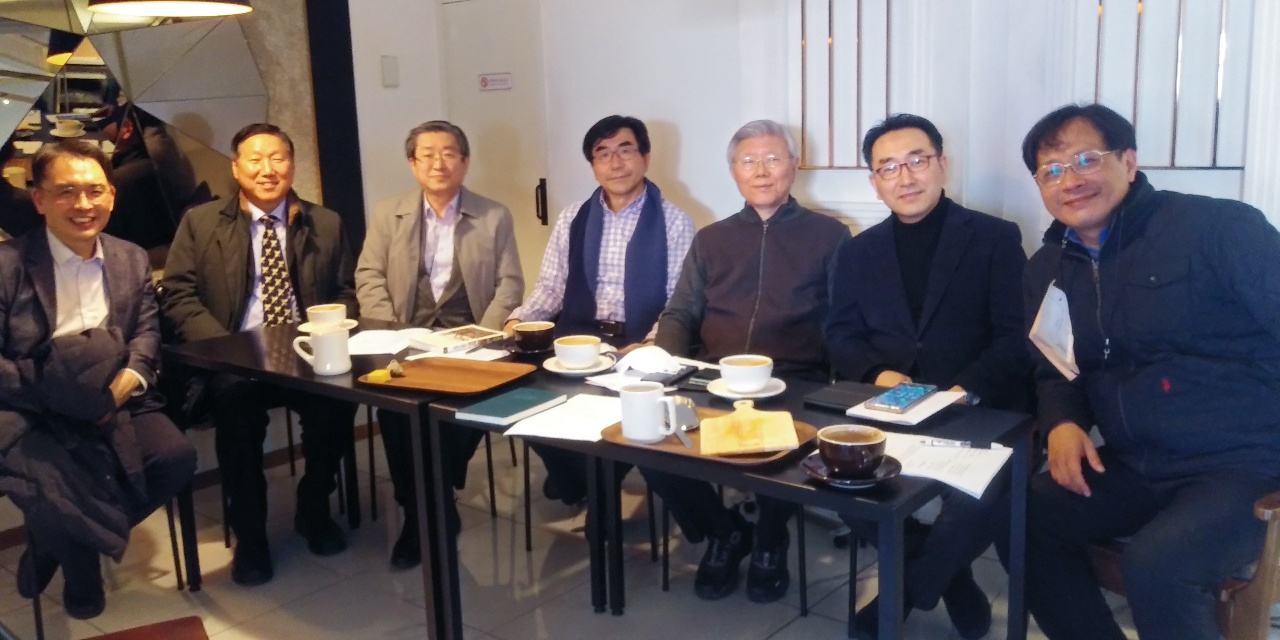
제 1차 츠빙글리 기념학술대회 준비모임

- 외국 학자: 페터 오피츠(스위스 취리히 대학교), Judith Becker(독일 훔볼트 대학교)
- 국내 발표자들: 이승구 교수 이외 15명

주도홍 전 백석대 교수를 비롯해 안명준(평택대) 서창원(총신대) 이승구(합신대) 안인섭(총신대) 김지훈(안양대) 조영석 교수는 기념대회를 계기로 츠빙글리 기념대회 조직을 상설화하고 다양한 장로교 개혁신학자와 교회가 참석할 수 있도록 할 방침이다. 초대 대회장으로는 주도홍 교수를 선임됐다. 준비위원장에 이은선 교수(안양대), 학술지 편집위원장에 안인섭 교수, 사무총장에 조용석 교수를 선정했다. 대회는 오는 2022년 1월 22일 남서울교회에서 열리며, 스위스 취리히대학교 피터 오이츠 교수와 독일 훔볼트대학교 주디치 베커 교수가 기조강연에 나선다. 15명 국내 학자들의 논문도 발표된다. 준비위는 이번 대회가 교회를 위한 신학, 교회를 섬기는 신학을 추구하는 행사로서 목회자들에게 유익한 시간이 되도록 할 방침이다. 이밖에 또 다른 종교개혁가인 멜란히톤에 대해서도 함께 생각해보는 시간도 마련한다.

## 같이 보기
- 울리히 츠빙글리
- 울리히 츠빙글리의 신학
- 종교개혁기념일
- 종교개혁500주년기념일
- 종교개혁500주년기념대회 신학선언서
- 95개 논제
- 종교 개혁
- 종교 개혁가
- 종교 개혁가들의 신학
- 마르틴 루터
- 신학회
- 요한칼빈탄생500주년기념사업회
- 한국기독교학회
- 한국복음주의신학회
- 한국개혁신학회
- 주도홍
- 안명준